# Immanuel Guttentag
Immanuel Guttentag (geb. 20. Oktober 1817 in Breslau; gest. 21. Februar 1862 in Berlin) war ein deutscher Verlagsbuchhändler. Er begründete die Verlagsbuchhandlung I. Guttentag.

## Lebensweg
Ludwig Joseph Immanuel Guttentag wurde am 20. Oktober 1817 in Breslau als Meyer Guttentag geboren.
Guttentag ging nach Berlin und arbeitet als Disponent der Sortimentsbuchhandelssparte der Sortiments- und Verlagsbuchhandlung T. Trautwein für Bücher und Musikalien in der Breiten Straße 8, die Traugott Trautwein (geb. 1787, gest. 5. Oktober 1865 in Berlin) im Oktober 1820 in Berlin begründet hatte und gemeinsam mit seinem Teilhaber Samuel Ferdinand Mendheim (1786–1860) führte. Im Jahr 1842 erwarb Guttentag die Firma Trautwein und führte sie unter seinem eigenen Namen weiter. Im Jahr 1853 verkaufte Guttentag die Sortimentsabteilung und den Musikalienverlag an Martin August Bahn (geb. 2. April 1826 in Berlin; gest. 21. Mai 1902 ebenda) und widmete sich ausschließlich dem Verlagsgeschäft. Den Schwerpunkt seines Verlagsprogramms legte Guttentag auf juristische Fachbücher.
Immanuel Guttentag heiratete Agnes Friederike, geborene Guttentag (1819–1881). Deren Tochter Marie Sophie Agnes Guttentag heiratete etwa im Jahr 1864 den Verleger Franz Vahlen.
Nach seinem frühen Tod im Alter von 44 Jahren führten Immanuel Guttentags Witwe Agnes Guttentag und sein Schwiegersohn Franz Vahlen die Firma I. Guttentag in der Unterwasserstr. 8 weiter. Am 1. April 1871 übernahm dann Daniel Collin die Verlagsbuchhandlung I. Guttentag, die er bis Ende 1889 führte. Von 1890 bis 1898 war Hugo Heimann Alleininhaber der Verlagsbuchhandlung I. Guttentag.